# Limited partnership
La limited partnership (LP) è un istituto del diritto anglosassone (common law) ed è un modo in cui una società può organizzarsi. Nel caso degli Stati Uniti, ognuno dei 50 stati ha le sue leggi di diritto societario, ma tutti tranne la Louisiana permettono la loro formazione tramite un atto di legge federale del 1916, lo Uniform Limited Partnership Act emendato più volte (l'ultimo emendamento risale al 2013).
La limited partnership, per molti aspetti, è assimilabile alla forma giuridica della società in accomandita semplice (S.a.s.) presente nell'ordinamento di diritto societario italiano (codice civile italiano, libro V).
Tipicamente, le società che gestiscono fondi di private equity e gli hedge fund sono strutturati come una limited partnership.

## Descrizione e differenza con la GP e la LLP

### La limited partnership
Esattamente come per la società in accomandita italiana, la limited partnership (LP) è una società composta da un insieme di soci che versano denaro o altri asset alla LP (che non è considerata una persona giuridica) e da uno o più manager che la gestiscono. I soci hanno responsabilità limitata, ragion per cui se la società matura dei debiti, essi ne rispondono solo e unicamente attraverso il capitale sociale raccolto (dunque, i creditori possono soddisfare il loro credito solo attraverso gli asset presenti/rimanenti nel capitale sociale). I soci con responsabilità limitata vengono detti "limited partner" e corrispondono ai soci accomandanti; come indicano i nomi, in base agli accordi di partnership hanno responsabilità "limitata" e "accomandano/affidano" il potere gestionale a qualcuno, cioè il manager/amministratore/gestore della società, cioè il general partner, che ha invece la responsabilità illimitata e può essere titolare di una parte del capitale sociale. In una limited partnership, devono esserci almeno due membri, un limited partner e un general partner, altrimenti si formerebbe una società unipersonale.
I profitti generati dalla società vengono suddivisi tra i soci in dividendi conferiti in base al principio plutocratico, tale per cui si proporziona in base a quanto un socio ha investito comprando azioni o conferendo beni/asset alla società; se, per esempio, ha fornito in input il 23% di tutto il capitale sociale della limited partnership, il 23% dei profitti in ogni occasione vanno distribuiti a lui. Siccome le azioni (e dunque la partecipazione azionaria e il diritto di ricevere dividendi) si possono rivendere, i soci cambiano periodicamente, ma il manager/general partner resta. I limited partner a priori, secondo il diritto tributario (tax law), non devono pagare nessuna tassa di autoimpiego (self-employment tax). Ciò che i soci guadagnano o perdono o reclamano come credito viene dichiarato su un documento dell'IRS statunitense detto Schedule K-1 (Form 1065) e consegnato all'IRS. Esso fa parte della dichiarazione dei redditi personali (personal tax returns).
Nel caso degli Stati Uniti, la limited partnership, in base al Limited Liability Partnership Act, va registrata presso il Segretario di Stato locale (local Secretary of State) in riferimento all'ordinamento scelto (la scelta riguarda 50 stati). Per permettere la formazione, vanno ottenute tutte le licenze necessarie in base all'industria o stato in cui si opera. Le licenze sia locali che federali necessarie ad aprire un business, incluso questo tipo di società e il tipo di industria scelto, sono disponibili nel sito della US Small Business Administration.
Il manager integra la sua paga con una partecipazione azionaria a una percentuale molto modesta del capitale sociale. Con questa strategia, si ottengono due benefici: il manager può godere dei frutti della sua gestione diligente, non opportunista e di successo e sarà meno incentivato a gestire il capitale sociale altrui in modo negligente, rischioso oltre ogni misura o in modo opportunistico (si innescherebbero sennò dei problemi di negligenza e opportunismo tra i manager e gli azionisti/soci, che è uno dei principali problemi di agency).
Le limited partnership possono raccogliere finanziamenti nel mercato non pubblico o quotarsi in borsa.

### Differenza con la general partnership GP e la limited liability partnership LLP
Se una società partnership è composta da membri aventi tutti la responsabilità illimitata, tale per cui rispondono con il loro patrimonio individuale per soddisfare un eventuale credito, si forma una General partnership (GP); la limited partnership ha invece entrambe le tipologie di soci (responsabilità limitata e illimitata).
Se una società partnership è composta da membri aventi tutti la responsabilità limitata, tale per cui rispondono solo con il patrimonio/capitale sociale di ogni eventuale credito, si forma una Limited liability parternship (LLP). In essa, tutti i soci possono svolgere attività di management e contemporaneamente mantenere comunque la responsabilità limitata. Ma essa non va confusa con la società per azioni: in essa, tutti i membri (manager e soci) hanno responsabilità limitata, ma in più è presente la gestione delegata a un consiglio di amministrazione a causa delle dimensioni del business e, solitamente, dell'alto numero di azionisti aventi peraltro interessi non omogenei; in più, la società per azioni/corporation è dotata di protezione da liquidazione siccome gli investimenti non si possono ritirare a piacere, tale per cui la società deve rimborsarli (ma la libera trasferibilità/compravendita di azioni a nuovi azionisti e da vecchi azionisti è possibile come exit strategy).

## Utilizzo della LP e simili: le società di private equity
Nel caso base, le limited partnership LP sono create per attività commerciali di basso rilievo.
In un secondo caso diffuso, le limited partnership e le forme simili sono utilizzate per creare i fondi di investimento: i soldi conferiti dai soci formano il capitale sociale/capitale di rischio che, come obiettivo della società/oggetto sociale, è utilizzato come capitale di investimento. In altre parole, il manager utilizza il capitale raccolto per comprare azioni di una società e finanziarla tramite equity (e non tramite debito, come invece avviene con l'acquisto di obbligazioni e con la concessione di prestiti bancari) e praticare l'equity financing, come viene chiamato in corporate finance. Le società target dell'investimento ottengono denaro per finanziare le loro azioni, mentre il fondo di private equity (che è anche una società di private equity in forma LP) nel medio termine, solitamente in 4-7 anni, ottiene dei guadagni sotto forma di dividendi in base alla sua partecipazione. A sua volta, il dividendo viene suddiviso ulteriormente in dividendi per pagare i soci partecipanti. Siccome l'acquisto di azioni non avviene in borsa, si parla di mercato privato e di contesto privato, dunque di private equity financing, di private equity market e di private equity firm. La società target viene detta "portfolio company", viene scelta in base alla sua innovatività, al suo potenziale, al fatto che è già ben avviata (è una media azienda) e al fatto che il mercato in cui opera ha buone possibilità di crescita pure se è di nicchia. Nel caso in cui l'atteggiamento del fondo e dei suoi manager è attivo e non passivo, i manager possono ulteriormente aumentare il valore della società, della partecipazione azionaria e dei suoi profitti instaurando relazioni di livello C con i top executives (e.g. l'Amministratore delegato - in inglese Chief Executive Officer CEO e il Direttore finanziario in inglese Chief Financial Officer CFO) e fornendogli know-how nel campo del financial planning (e dunque della corporate finance), dell'internazionalizzazione e ingrandendo la compagnia tramite acquisizioni in modo da formare una grande azienda, un "big player". Dunque, i guadagni aumentano nella misura in cui il dividendo si ingrossa o in cui la partecipazione azionaria del fondo viene venduta a una grande corporation con un ricavo anche di decine di milioni di dollari. Di questi lauti ricavi, ne beneficiano anche i manager, che sono le stesse persone che forniscono assistenza ai manager della portfolio company.
Le società di private equity sono tra le protagoniste del mercato della private equity insieme agli angel investor.
Anche gli hedge fund sono tipicamente strutturati come una LP e, di base, sono fondi d'investimento che in più sono altamente speculativi (i soldi raccolti sono investiti in finanziamenti rischiosi e i ricavi possono essere anche molto volatili). Anche le real estate partnership, cioè fondi che investono nello specifico nel settore immobiliare (real estate, e.g. case e terreni) sono delle LP.
Infine, una società di private equity può anche strutturarsi come LLP (la LLP è spesso usata anche per formare agenzie di consulenza legale e di contabilità/accounting).